# Sulawesi Selatan
Sulawesi Selatan är en provins i Indonesien och täcker de centrala till sydvästra delarna av ön Sulawesi. Provinsen har en areal av 45 764,53 km² och 8 395 747 invånare (2014).

## Administrativ indelning
Provinsen är indelad i 21 distrikt och 3 städer.
Distrikt (Kabupaten):
- Bantaeng, Barru, Bone, Bulukumba, Enrekang, Gowa, Jeneponto, Luwu, Luwu Timur, Luwu Utara, Maros, Pangkajene Kepulauan, Pinrang, Selayar, Sidenreng Rappang, Sinjai, Soppeng, Takalar, Tana Toraja, Toraja Utara, Wajo

Städer (Kota):
- Makassar, Palopo, Pare-pare